# Morti nel 1998/Senza giorno specificato
| Questa pagina contiene informazioni ricavate automaticamente dalle voci biografiche con l'ausilio del template Bio e di un bot. L'aggiornamento è periodico e automatico e ricostruisce completamente la pagina. Se manca una persona in questa lista, sei pregato di non aggiungerla, ma accertati piuttosto che la sua voce biografica contenga il template Bio e che i dati anagrafici siano correttamente compilati. Se il template Bio manca, inseriscilo tu stesso o, in alternativa, metti l'avviso {{tmp\|Bio}} che ne segnala la mancanza. Se i dati riportati sono sbagliati, correggi direttamente la voce biografica; le modifiche saranno visibili in questa lista entro pochi giorni. Per chiarimenti vedi il progetto biografie. La lista contiene solo le 65 persone che sono citate nell'enciclopedia e per le quali è stato implementato correttamente il template Bio. Pagina aggiornata al 3 mar 2024. |

- James Alderton, calciatore britannico (n. 1924)
- Oku Ampofo, artista ghanese (n. 1908)
- Giuseppe Arcidiacono, fisico italiano (n. 1927)
- Salvatore Arcidiacono, divulgatore scientifico e chimico italiano (n. 1927)
- Alberto Baeza Flores, scrittore e giornalista cileno (n. 1914)
- Uccio Bandello, cantante italiano (n. 1917)
- Árpád Belko, calciatore ungherese (n. 1910)
- Maria Ludwika Bernhard, archeologa polacca (n. 1908)
- Alfredo Berra, giornalista e saggista italiano (n. 1928)
- Dante Bertolini, politico, esperantista e poeta svizzero (n. 1911)
- Hans Bourquin, canottiere svizzero (n. 1914)
- Antonio Bresciani, pittore italiano (n. 1902)
- Alfonso Campanile, poeta italiano (n. 1927)
- Armando Campioni, imprenditore e dirigente d'azienda italiano (n. 1914)
- Alberto Cangiano, politico italiano (n. 1914)
- Danilo Cargnello, psichiatra italiano (n. 1911)
- Eddie Carr, allenatore di calcio e calciatore inglese (n. 1917)
- Mario Carta, arrangiatore e pianista italiano
- Guram Cchovrebov, calciatore sovietico (n. 1938)
- Sandro Cherchi, scultore italiano (n. 1911)
- Nicola Chiari, generale italiano (n. 1922)
- Augusto Chini, pittore e decoratore italiano (n. 1904)
- Alvaro Corghi, pittore italiano (n. 1908)
- Luis Cruz, calciatore uruguaiano (n. 1925)
- Lia Curci, attrice italiana (n. 1920)
- Angelo De Rossi, insegnante e pedagogista italiano (n. 1924)
- Pasquale Di Fabio, pittore e scultore italiano (n. 1927)
- François Dossin, astronomo belga (n. 1927)
- Carlo Falconi, giornalista e saggista italiano (n. 1915)
- Giuseppe Fantacci, imprenditore e filantropo italiano (n. 1905)
- Teresio Gassino, progettista italiano (n. 1924)
- Rex Gordon, scrittore di fantascienza britannico (n. 1917)
- Gino Iannone, diplomatico italiano (n. 1925)
- Wolfgang Klank, calciatore tedesco orientale (n. 1930)
- Giorgio Kraiski, saggista, traduttore e slavista italiano (n. 1916)
- Giannīs Lambrou, cestista e altista greco (n. 1921)
- Lydia MacDonald, cantante britannica (n. 1923)
- André Marchand, pittore francese (n. 1907)
- Armando Maunier, cestista spagnolo (n. 1907)
- Frank McSavage, animatore e fumettista britannico (n. 1903)
- Giuseppe Modesti, basso italiano (n. 1915)
- Eridadi Mukwanga, pugile ugandese (n. 1943)
- Jurij Sergeevič Nikolaev, psichiatra, attivista e scrittore sovietico (n. 1905)
- Gheorghe Oczelak, cestista rumeno (n. 1951)
- Elio Onorato, calciatore italiano (n. 1924)
- Manlio Pacini, calciatore italiano (n. 1913)
- Sandro Paparatti, poeta e traduttore italiano (n. 1915)
- Enzo Pasqualini, scultore italiano (n. 1916)
- Alfredo Polacci, paroliere e compositore italiano (n. 1907)
- Enrico Polito, pianista, cantante e arrangiatore italiano (n. 1932)
- Gaetano Pompa, pittore, scultore e incisore italiano (n. 1933)
- Ferruccio Quintavalle, tennista e imprenditore italiano (n. 1914)
- Ernest Retallack Hooper, giornalista e scrittore britannico (n. 1906)
- Silverio Riva, scultore italiano (n. 1940)
- Luciano Rosada, direttore d'orchestra italiano (n. 1923)
- Enzo Rossi, pittore italiano (n. 1915)
- Perry Sheehan, attrice statunitense (n. 1912)
- Théodore Sindikubwabo, politico ruandese (n. 1928)
- Piero Suppi, calciatore italiano (n. 1920)
- Wanchai Suvaree, calciatore thailandese
- Mariano Tolentino, cestista filippino (n. 1928)
- Lionello Torossi, editore, autore di fantascienza e traduttore italiano (n. 1918)
- Nobuko Tsuchiura, architetta giapponese (n. 1900)
- Mario Umiltà, ingegnere italiano (n. 1898)
- Gianni Vigorelli, scultore italiano (n. 1916)